# Bitwa pod Cedynią
Bitwa pod Cedynią – starcie zbrojne stoczone 24 czerwca 972 między wojskami księcia polskiego Mieszka I a margrabiego Marchii Łużyckiej Hodona, wspomaganego przez możnowładcę Zygfryda von Walbeck. Wyprawa była prywatnym przedsięwzięciem możnowładców niemieckich, niezgodnym z wcześniejszymi traktatami Mieszka I z Ottonem I. Bitwa stanowiła jedyny większy epizod najazdu Hodona na Pomorze Zachodnie.
Informacja o bitwie zachowała się dzięki Kronice Thietmara (1012–1018). Brak jest pewności co do lokalizacji bitwy. Kronika podaje w łacińskiej transkrypcji nazwę miejscowości Cidini. W XVIII wieku ksiądz Adam Tadeusz Naruszewicz w swojej Historii narodu polskiego identyfikował Cidini z obecnym Szczecinem. Wielu historyków lokalizowało miejsce bitwy na lewym brzegu Odry, utożsamiając Cidini z Zehdenick albo z Zeuthen. Jednak stanowcza większość obecnych badaczy wskazuje na jej miejsce Cedynię.

## Tło konfliktu
W rejonie Cedyni znajdować się miał bród na Odrze, przez który biegł szlak handlowy z krajów połabskich do Pomorza, łącząc obie strony doliny Odry. Obecność szlaku handlowego sprzyjała lokalizacji w tym rejonie osadnictwa. Od IX wieku istniał w Cedyni graniczny gród plemienny słowiańskich Licikavików. Gród stanowił warownię graniczną.
W 972 doszło do ataku margrabiego Marchii Łużyckiej Hodona na ziemie państwa Polan. Według kroniki Thietmara atak ten był działaniem samowolnym, przeciwnym woli cesarza:

Tymczasem dostojny margrabia Hodo, zebrawszy wojsko, napadł z nim na Mieszka, który wierny cesarzowi płacił trybut aż po rzekę Wartę.

Wojska Hodona wyruszyły z Magdeburga. Przeszły przez terytoria słowiańskich plemion Wieletów i Obodrzyców, które zachowały się neutralnie. Są różne hipotezy dotyczące motywów najazdu. Być może Hodo pragnął powstrzymać rozrost państwa Mieszka. Za prawdopodobną można uznać teorię o ochronie strefy wpływów, do której Hodo zaliczał państwo Wieletów, skonfliktowane zarówno z Cesarzem jak i Mieszkiem. Przypuszcza się też, że to sami Wieleci wezwali na pomoc łużyckiego margrabiego.

## Przebieg

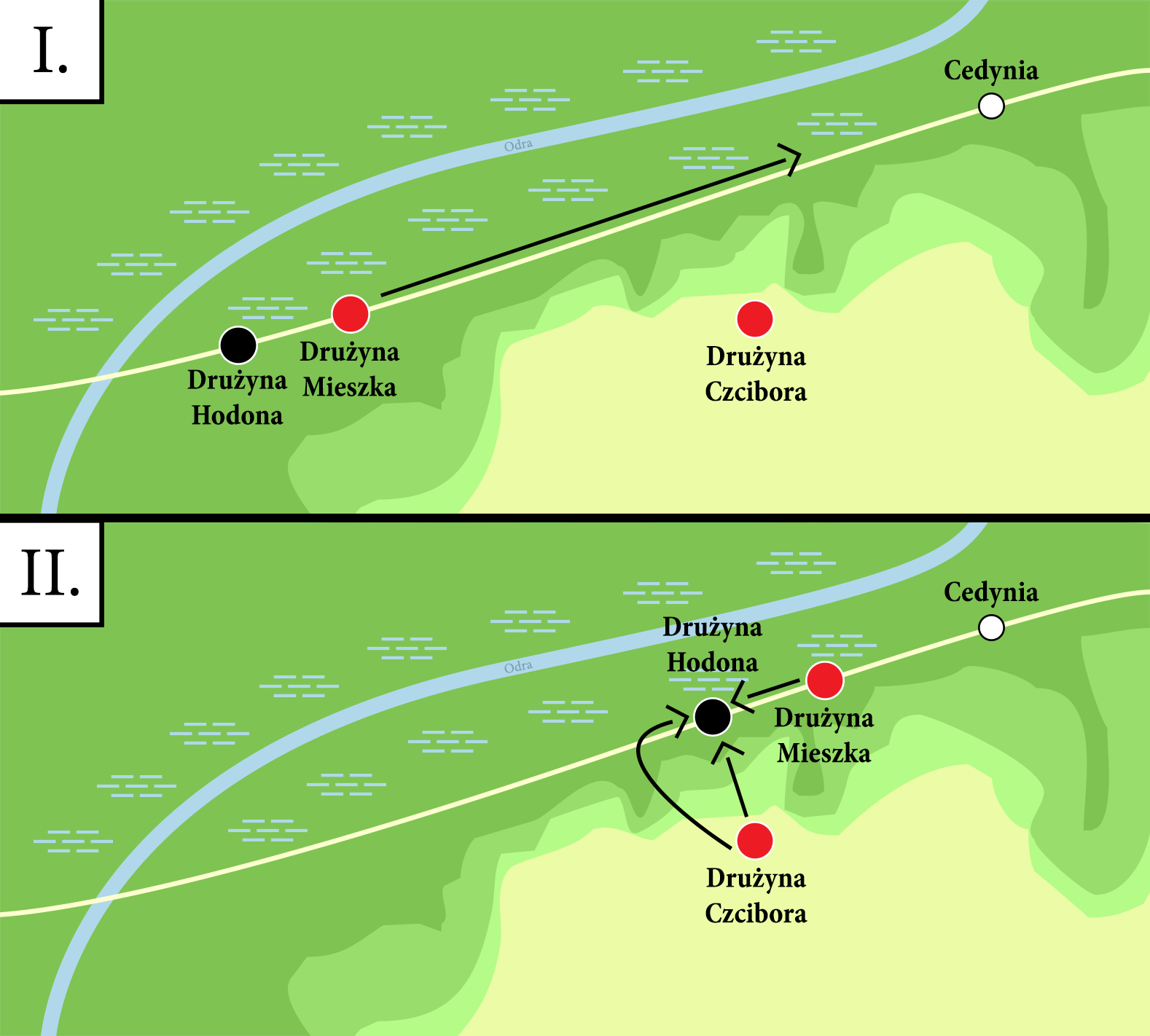
Mapa ukazująca hipotetyczny przebieg bitwy

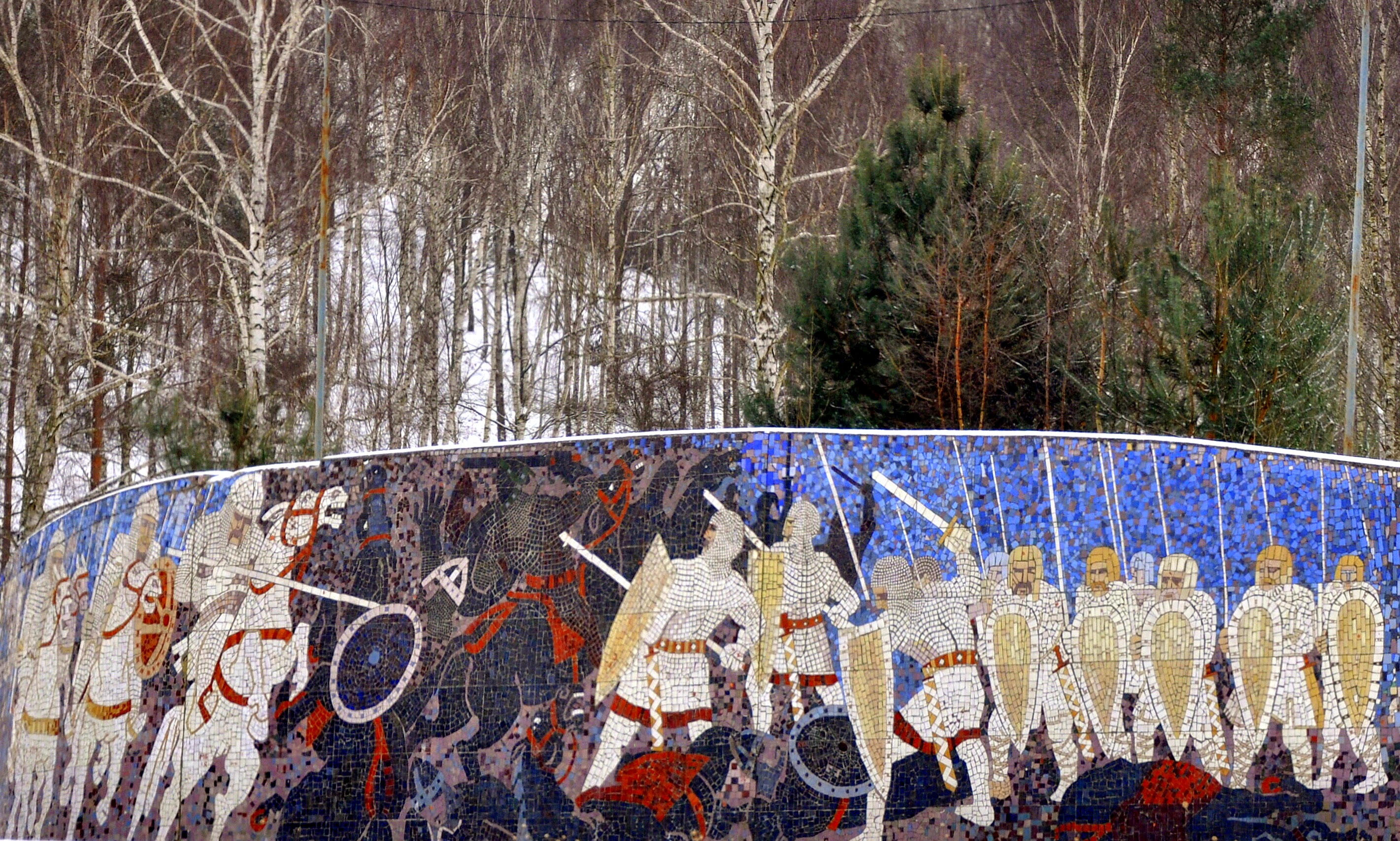
Mozaika przedstawiająca scenę bitewną, fragment kompleksu pomnika na Górze Czcibora

Kiedy w dzień św. Jana Chrzciciela starli się z Mieszkiem, odnieśli zrazu zwycięstwo, lecz potem w miejscowości zwanej Cidini brat jego Czcibor zadał im klęskę, kładąc trupem wszystkich najlepszych rycerzy z wyjątkiem wspomnianych grafów.

Koncepcje przebiegu bitwy na podstawie badań topografii, uzbrojenia i taktyki wojskowej wczesnego średniowiecza oraz najnowszej analizy źródeł historycznych, przedstawiają bardziej szczegółowo rozwój hipotetycznych wydarzeń. Jedna z tego rodzaju hipotez głosi, że siły obu stron były wyrównane (nie przekraczały kilku tysięcy), aczkolwiek Hodo miał zapewne więcej ciężkiej konnicy. Uważa się, że mógł zgromadzić nie więcej niż 1000–1300 konnych rycerzy. Na tę siłę składały się wojska zebrane w jego własnej marchii, oddziały Zygfryda von Walbeck oraz rzesze różnych pospolitych awanturników spragnionych łupów i sławy. Ponadto margrabia prowadził około 3000 pieszych, głównie oddziały słowiańskie. Silną stroną Mieszka byli natomiast łucznicy i ruchliwa piechota, dobrze przygotowana do walki na nierównym terenie.
Mieszko podzielił swoje wojska na trzy części. Zadaniem większej kolumny jazdy, którą osobiście dowodził, była obrona przeprawy na Odrze oraz zablokowanie drogi, którą podążały wojska margrabiego. Sprawą sporną pozostaje, jak długo Mieszko miał zamiar utrzymać przeprawę. Na wzgórzu, nieopodal grodu Cedyni, ukryły się oddziały łuczników i tarczowników, z pospolitego ruszenia oraz część jazdy dowodzonej przez Mieszkowego brata Czcibora. Rankiem przed bitwą Hodo ustawił w pierwszym rzucie własny oddział konnych rycerzy oraz posiłkowy oddział Zygfryda von Walbeck. Dalej podążała piechota, podzielona na kolumny. W pierwszej fazie bitwy Hodo przedarł się ze swym wojskiem przez Odrę. Rozpoczął się pościg margrabiego za Polanami, którzy schronili się w Cedyni. Rozochocone łatwym rozbiciem oddziałów broniących przeprawy wojska najeźdźców prawdopodobnie za bardzo rozluźniły szyk, w tyle za pędzącą jazdą pozostali piechurzy. Gdy wojska Hodona gotowały się do szturmu na gród, zostali ostrzelani ze wzgórza, a następnie runęły na nich zastępy wojów pod wodzą Czcibora. W tym czasie nastąpił kontratak z grodu i wojska Marchii zostały wzięte w kleszcze. Bitwa zamieniła się w rzeź, z której z życiem uszła jedynie garstka Niemców, między innymi Hodo i Zygfryd. Udało im się wydostać z okrążenia i przeprawić na lewy brzeg Odry.
Tradycja niemiecka przyznaje za kronikarzem Thietmarem główny laur za zwycięstwo w bitwie pod Cedynią Czciborowi, który miał jakoby uratować Mieszka przed klęską. Wielu badaczy uważa jednak bitwę pod Cedynią za z góry zaplanowany manewr władcy Polan, którego celem było wciągnięcie Niemców w zasadzkę pod Cedynią. Świadczyłoby za tym pozostawienie części wojska w głębi kraju, a także popularność tego manewru we wczesnym średniowieczu wśród Słowian. Nie znaczy to, że Mieszko nie mógł zakładać możliwości skutecznej obrony na Odrze, a odwód Czcibora miał go zabezpieczać w wypadku niepowodzenia.

## Po bitwie
Bitwa pod Cedynią, w zależności od prawdziwych powodów najazdu Hodona, położyła kres planom margrabiego Marchii Łużyckiej na opanowanie Pomorza. Zabezpieczyło przynależność Pomorza do Państwa Gnieździńskiego na terenie Pomorza Zachodniego, które okazało się jednak tymczasowe, biorąc pod uwagę łatwość z jaką Pomorze odpadło od Polski za panowania Bolesława Chrobrego. Mimo obecności Pomorza w Dagome Iudex, istnieją teorie że region ten nie był częścią państwa, lecz był jedynie zhołdowany. 
Sukces militarny Mieszka zaniepokoił Ottona I. Zdecydował on o podjęciu kroków zabezpieczających cesarstwo przed ewentualnym atakiem rosnącego w siłę księcia Polan. Jego interwencja polegała na wezwaniu obu stron na zjazd w Quedlinburgu w roku 973. Pomorze zostało w rękach polskich, aczkolwiek Mieszko musiał zgodzić się na oddanie swego syna w roli zakładnika – gwaranta pokoju na wschodniej granicy Cesarstwa. Stabilizacja sytuacji na Odrze pozwoliła w przyszłości na obronę ziemi graniczącej z jego państwem od południa, przed atakiem Czechów.

## Hipotezy na temat bitwy
Mało informacji pochodzących ze źródeł, pozwoliło na dowolne interpretowanie poszczególnych zdań, co z kolei prowadziło do powstawania różnych teorii na temat przebiegu bitwy.
Benon Miśkiewicz doszedł do wniosku, że oddziałem pod osobistym dowództwem Mieszka była piechota (całość jazdy była pod wodzą Czcibora); piechurzy stanowili również całość załogi grodu cedyńskiego, która później wsparła walczących towarzyszy broni.
Władysław Filipowiak uznał, że Mieszko dowodził jazdą, natomiast Czcibor – piechotą. Filipowiak jest również zdania, iż zasadzka pod Cedynią została zaplanowana wcześniej niż w przeddzień bitwy.
Najdalej w swych dywagacjach posunął się Leon Ratajczyk, który do wszelkich hipotez na temat batalii, dodał teorię o walkach w samym grodzie. Ratajczyk uargumentował swoje stanowisko tym, że walka o gród mogła przyczynić się do dezorganizacji szyków wojska Hodona, a w dalszej perspektywie – jego klęski.

## Pamięć o bitwie
Wydarzenie to po niemal tysiącu latach stało się ważne dla historii najnowszej państwa polskiego. Po 1945 bitwa pod Cedynią traktowana była jako jedno z historycznych symboli wiążących Polskę z Ziemiami Odzyskanymi. Znaczenie propagandowe było na tyle duże, że jak zauważa profesor Jan Maria Piskorski:

(...) w nowej powojennej rzeczywistości polskiej mit Cedyni, gdzie Mieszko I i jego brat bronili rzekomo Polski przed niemieckim Drang nach Osten, okazał się na tyle użyteczny, że zaczął, jak to często bywa, żyć własnym życiem, odrywając się od podstawy źródłowej.

Na znajdującym się na zachód od Cedyni wzniesieniu nazwanym górą Czcibora odsłonięty został 24 czerwca 1972 „Pomnik Polskiego Zwycięstwa nad Odrą”, upamiętniający 1000-lecie bitwy cedyńskiej. Pomnik przedstawiający stylizowanego orła wykonany został przez szczecińskich rzeźbiarzy Czesława Wronkę i Stanisława Biżka. Miejsce to jest atrakcją turystyczną, bowiem poza pomnikiem szczyt wzgórza stanowi punkt widokowy na dolinę Odry. U podnóża wzgórza, przy drodze wojewódzkiej nr 124 urządzono parking, ustawiono plansze informujące o bitwie. W kolejne rocznice bitwy cedyńskiej u podnóża wzgórza organizowane są inscenizacje tego wydarzenia.
Walki wojów polskich pod Cedynią zostały, po 1990, upamiętnione na Grobie Nieznanego Żołnierza w Warszawie napisem na jednej z tablic, „CEDYNIA 24 VI 972”. W 2012 roku w albumie „Historie walk o wolność” polskiego zespołu patriotycznego „Horytnica” pojawił się utwór „Cedynia 972”. 24 czerwca 2022 do obiegu wszedł znaczek pocztowy przedstawiający wyobrażenie bitwy pod Cedynią z okazji jej 1050. rocznicy. Autorem projektu jest Jarosław Ochendzan. W 1972 (tysiąclecie bitwy) Zakłady Przetwórstwa Owocowo-Warzywnego w Dębnie wprowadziły na rynek miód pitny trójniak "Czcibor".
Od rozkładu 1997/1998 kursował pociąg pośpieszny Czcibor relacji Wrocław Główny – Szczecin Główny (– Świnoujście). W ostatnim rozkładzie kursowania tego pociągu, 2005/2006, w jednym kierunku miał wyjątkowo nazwę Czcibór. Przejeżdżał on kilkadziesiąt kilometrów od miejsca bitwy.